# Delavsko-punkerska univerza
Delavsko-punkerska univerza (DPU) je izobraževalni projekt Mirovnega inštituta - inštituta za sodobne družbene in politične študije, ki odpira možnosti aktivnega izobraževanja (predavanja, študijski bralni seminarji, okrogle mize, Prvomajske šole) o najsodobnejših teoretskih in političnih temah, ki jih po mnenju organizatorjev državne izobraževalne inštitucije ne obravnavajo oziroma jih ne obravnavajo na zadovoljivi ravni.
DPU vsako leto razglasi novo temo, ki je predmet ciklusa predavanj DPU. Predavanja potekajo vsak četrtek v Klubu Gromka na Metelkovi. Kot predavatelji so nastopili tudi Sergio Bologna, Božidar Debenjak, Bogomir Kovač, Peter Klepec-Krščić, Thomas Marois, Jože Mencinger, Sandro Mezzadra, Josip Rastko Močnik, Jacques Rancière, Jan Toporowski in Jože Vogrinc. 
Za oblikovanje, organizacijo in izvedbo programa DPU skrbi njen programski odbor, v katerem običajno sedi od deset do petnajst dodiplomskih in podiplomskih študentov humanistike in družboslovja, pa tudi naravoslovnih in tehničnih ved. Programski odbor DPU vodi koordinator z enoletnim mandatom. 

## Seznam vseh dosedanjih tem in letnikov DPU
- 1. letnik: Revolucija
- 2. letnik: Neokonzervativizem
- 3. letnik: Nova desnica
- 4. letnik: Levica
- 5. letnik: Utopistike
- 6. letnik: Maj '68
- 7. letnik: Ljubezen in politika
- 8. letnik: Postfordizem
- 9. letnik: Politična ekologija
- 10. letnik: O grehu
- 11. letnik: Totalitarizem
- 12. letnik: Neumnost
- 13. letnik: Šola kot ideološki aparat ekonomije
- 14. letnik: Razredni boj po razrednem boju
- 15. letnik: Financializacija
- 16. letnik: Dvojna kriza evropskih integracij

## Seznam vseh Prvomajskih šol
- Prvomajska šola 2008: Vrnitev kritike politične ekonomije
- Prvomajska šola 2010: Kritika nepolitične ekonomije
- Prvomajska šola 2011: Samoupravljanje
- Prvomajska šola 2012: Prihodnost evropskih integracij: leve perspektive
- Prvomajska šola 2013: Primarna akumulacija kapitala v (post-)tranziciji